# Барбасевич, Марек
Марек Антони Барбасевич (пол. Marek Antoni Barbasiewicz; род. 5 февраля 1945) — польский актёр театра, кино, радио и телевидения, также актёр озвучивания.

## Биография
Марек Барбасевич родился в Пшеворске, в Подкарпатском воеводстве Польши. Актёрское образование получил в Киношколе в Лодзи, которую окончил в 1968 году. Дебютировал в театре в 1968 г. Актёр театров в Лодзи (Новый театр) и Варшаве (Театр «Атенеум», Польский театр, Национальный театр). Выступает также в спектаклях польского «театра телевидения» (с 1967 года) и «театра Польского радио».

## Избранная фильмография

### актёр
- 1967 — Отец / Ojciec
- 1968 — Ставка больше, чем жизнь / Stawka większa niż życie (только в 12-й серии)
- 1970 — Четыре танкиста и собака / Czterej pancerni i pies (только в 17-й серии)
- 1973 — Санаторий под клепсидрой / Sanatorium pod klepsydrą
- 1974 — Самый важный день жизни / Najważniejszy dzień życia
- 1977 — Кукла / Lalka (только во 8-й серии)
- 1978 — Семья Поланецких / Rodzina Połanieckich
- 1980 — Точки соприкосновения / Czułe miejsca
- 1986 — Я люблю вампира (Я люблю летучих мышей) / Lubię nietoperze
- 1986 — Магнат / Magnat
- 1987 — Баллада о Янушике / Ballada o Januszku
- 1989 — Капитал, или Как сделать деньги в Польше / Kapitał, czyli jak zrobić pieniądze w Polsce
- 1991 — Очень важная персона / V.I.P.
- 1993 — Прощание с Марией / Pożegnanie z Marią
- 1999 — Право отца / Prawo ojca
- 2000 — Байланд / Bajland
- 2007 — Тайна секретного шифра / Tajemnica twierdzy szyfrów
- 2011 — Ох, Кароль 2 / Och, Karol 2

### польский дубляж
- актёрские фильмы / сериалы: Гринч — похититель Рождества, Лесси, Мстители, Поймай меня, если сможешь, Приключения Сары Джейн, Спаси меня
- мультфильмы / мультсериалы: Анастасия, Артур и месть Урдалака, Атлантида: Затерянный мир, Бэтмен, Бэтмен будущего, Властелин колец, Вселенский потоп, Ким Пять-с-Плюсом, Король Лев, Король Лев 2: Гордость Симбы, Приключения мультяшек, Приключения Папируса, Принцесса-лебедь, Принцесса Фантагира, Руи - маленький Сид, Скуби-Ду и кибер-погоня, Смешарики, Смурфики, Феи: Тайна зимнего леса, Ханна Монтана: Кино, Чудотворец

## Признание
- 1988 — Серебряный Крест Заслуги.
- 2005 — Золотой Крест Заслуги.
- 2015 — Серебряная медаль «За заслуги в культуре Gloria Artis».